# 田中守平
田中 守平（たなか もりへい、1884年9月8日 - 1929年12月17日）は、霊術団体・太霊道の創始者である。

## 関連文献
- 『太霊道及霊子術講授録』 上下巻、田中守平 八幡書店。
- 『恵那市史 通史編 第3巻 2 (近・現代 2 生活・民族・信仰)』　第九章　村の発展　第一〇節　武並村の村つくり　二　武並村と太霊道　p122～p129　恵那市史編纂委員会　1991年